# Amour, Colère et Folie
Amour, Colère et Folie est un recueil composé de trois récits écrits par Marie Vieux-Chauvet. Évoquant les clivages de la société haïtienne et un climat de terreur sur l'île, il est publié aux éditions Gallimard en 1968 avec l'appui de Simone de Beauvoir. Sa publication provoque la fureur des autorités duvaliéristes, au point que la famille de l'auteur interrompt sa diffusion en Haïti par crainte de représailles. Quelques exemplaires circulent sous le manteau, puis l'ouvrage est réédité quelques décennies plus tard, au XXIe siècle.

## Histoire de l'ouvrage
Ce recueil de trois récits est publié initialement par Gallimard, en 1968, avec l'appui de Simone de Beauvoir auprès de cette maison d'édition. Marie Vieux-Chauvet était en correspondance avec Simone de Beauvoir depuis 1967. Dans les années 1960, le régime de François Duvalier, surnommé Papa Doc, arrivé au pouvoir en 1957, initialement par des élections sur un programme populiste, devient une dictature, s'imposant par la terreur, grâce à une milice et police politique, les Tontons macoutes. Plusieurs membres de la famille de Marie Vieux-Chauvet disparaissent ou sont assassinés. Un contexte politique et social similaire est évoqué dans l'œuvre (dont l'écriture a commencé en 1964), même si les récits sont positionnés pendant et après l'occupation américaine de l'île (durant l'entre-deux-guerres). L'auteur dénonce aussi la position ambigüe de la classe sociale la plus aisée de l'île, à laquelle elle appartient, et qui laisse s'installer ce pouvoir dictatorial. Cette œuvre fait sensation, lors de sa diffusion dans l'île en 1968, et la police politique est alertée. Marie Vieux-Chauvet est alors en déplacement à New York. Son mari, Pierre Chauvet, est en France, où l’ambassadeur d’Haïti l'informe de la fureur du pouvoir haïtien et le met en garde contre de possibles représailles. À son retour dans l'île, il rachète les exemplaires en diffusion et les détruit. Marie Vieux-Chauvet, bien que très attachée à cette œuvre, demande à Gallimard d'en stopper les ventes pour préserver sa famille. Elle ne publiera rien d'autre de son vivant après ce recueil, et restera en exil à New York. Des exemplaires circulent pour autant dans la société haïtienne, comme le raconte Dany Laferrière qui en a trouvé un par hasard, dans une armoire de ses parents, sous des draps. Les éditions Emina Soleil en reprennent la publication en 2005. Roger Tavernier, qui dirige cette maison d'éditions, indique à ce propos : « En 2000, j’ai reçu un colis de la directrice de la librairie La Pléiade, à Port-au-Prince. À l’intérieur, quatre romans de Marie Vieux-Chauvet avec un mot : « Il faut rééditer ces chefs-d’œuvre. ». Dix ans plus tard, les éditions Zulma le publient en poche, suivi cette fois-ci d'une postface de Dany Laferrière.

## Contenu
L'œuvre est composée de trois récits : Amour, d'une part, puis Colère, et enfin Folie,.

### Amour
Le premier récit, Amour, met en scène trois sœurs de la bonne société, les sœurs Clamont. La narratrice est Claire, l’aînée de ces trois sœurs, née noire dans une famille à la peau claire (la peau claire étant considérée comme un signe de distinction), et se trouvant de ce fait exclue des relations et du jeu amoureux de son milieu. Le récit est censé s’élaborer à travers un carnet dans lequel Claire Clamont narre sa vie, librement, à la première personne. La vivacité de Claire dans l’écriture contraste avec sa vie familiale où elle est silencieuse et ne s’exprime que très rarement. Elle est élevée selon les préjugés de caste et de couleur dans une ville haïtienne où la bourgeoisie se voit retirer ses avantages avec l'arrivée du commandant Calédu qui fait régner la terreur. Claire Clamont dit sa haine et sa peur qui est, en fait, une peur collective. Elle décrit aussi sa sexualité et sa frustration : la violence sexuelle ressentie tout au long d’Amour va de pair avec l’envie de réparer les injustices dans la chair des femmes qui subissent sans cesse l’exclusion.
Claire entretient un rapport ambigu avec Calédu, le représentant local du tyran à la tête d'Haïti. Elle est  aussi éprise de son beau-frère, Jean Luze, ce Français marié à une de ses sœurs. Calédu représente aussi à ses yeux son père : « Les fantasmes et les rêves érotiques qui obsèdent Claire sont dominés par la figure du père et les souvenirs de ses violences ».

### Colère
Le deuxième récit, Colère, raconte l’histoire d’une famille de petits propriétaires terriens aux prises avec l’expropriation de leurs terres par les « hommes en noir ». La violence monte d'un cran. Afin de sauver leurs terres, une jeune femme de cette famille, Rose, se sacrifie et de se prête aux désirs sexuels du commandant local de cette milice. Au grand désespoir du grand-père et du frère qui veulent venger leur honneur, ainsi que du père qui cherche à rendre possible le départ en exil des plus jeunes. Mais les membres de cette famille sortent écrasés de cette situation.

### Folie
Quatre jeunes gens, poètes, sont réfugiés et se cachent dans un abri insalubre au pied d'une avenue bourgeoise. Pendant plusieurs jours, ils s'interrogent, boivent, ou s'accrochent, désespérés, aux rites du vaudou de leurs parents. Ils observent les diables qui envahissent la cité et persécutent ses habitants, s'interrogent sur leur utilité, et l'un d'eux envisage de sortir armé de cocktails Molotov. Puis ils sont extraits de leur abri misérable par la foule et la police, et tués.